# 피아노 협주곡 24번 (모차르트)
피아노 협주곡 24번 다단조, K.491은 볼프강 아마데우스 모차르트가 1785년과 1786년의 겨울에 작곡한 협주곡이다. 첫 연주는 1786년 4월, 빈의 부르크 극장에서 이루어졌다. 모차르트가 작곡한 27개의 피아노 협주곡 중 20번째로 작곡되었으며, 피아노 협주곡 20번과 함께 단조인 두 곡 중 하나이다. 해당 작품에서는 현악기, 목관악기, 호른, 트럼펫과 팀파니 등, 모차르트의 협주곡 중 가장 많은 종류의 악기가 동원된다.
세 개의 악장 중 첫 번째 악장은 알레그로로 연주되며, 소나타 형태이고 모차르트의 이전 협주곡들과 비교했을 때 연주 시간이 길다. 두 번째 악장은 라르게토로 연주된다. 2악장은 다단조의 나란한조인 내림마장조로 연주되며, 아주 단순한 주요 주제가 반복적으로 연주된다. 마지막 악장은 알레그레토로 연주되고, 다단조로 조성이 복귀한다. 또한, 1악장과 달리 8개의 변주곡 형태로 이루어져 있다.
해당 작품은 모차르트의 협주곡 중 가장 발전된 작품이라고 평가받는다. 베토벤과 브람스는 작품을 극찬했으며, 음악학자인 아서 허칭스는 전체적으로 고려했을 때 모차르트가 작곡한 최고의 협주곡이라고 평가했다.

## 배경

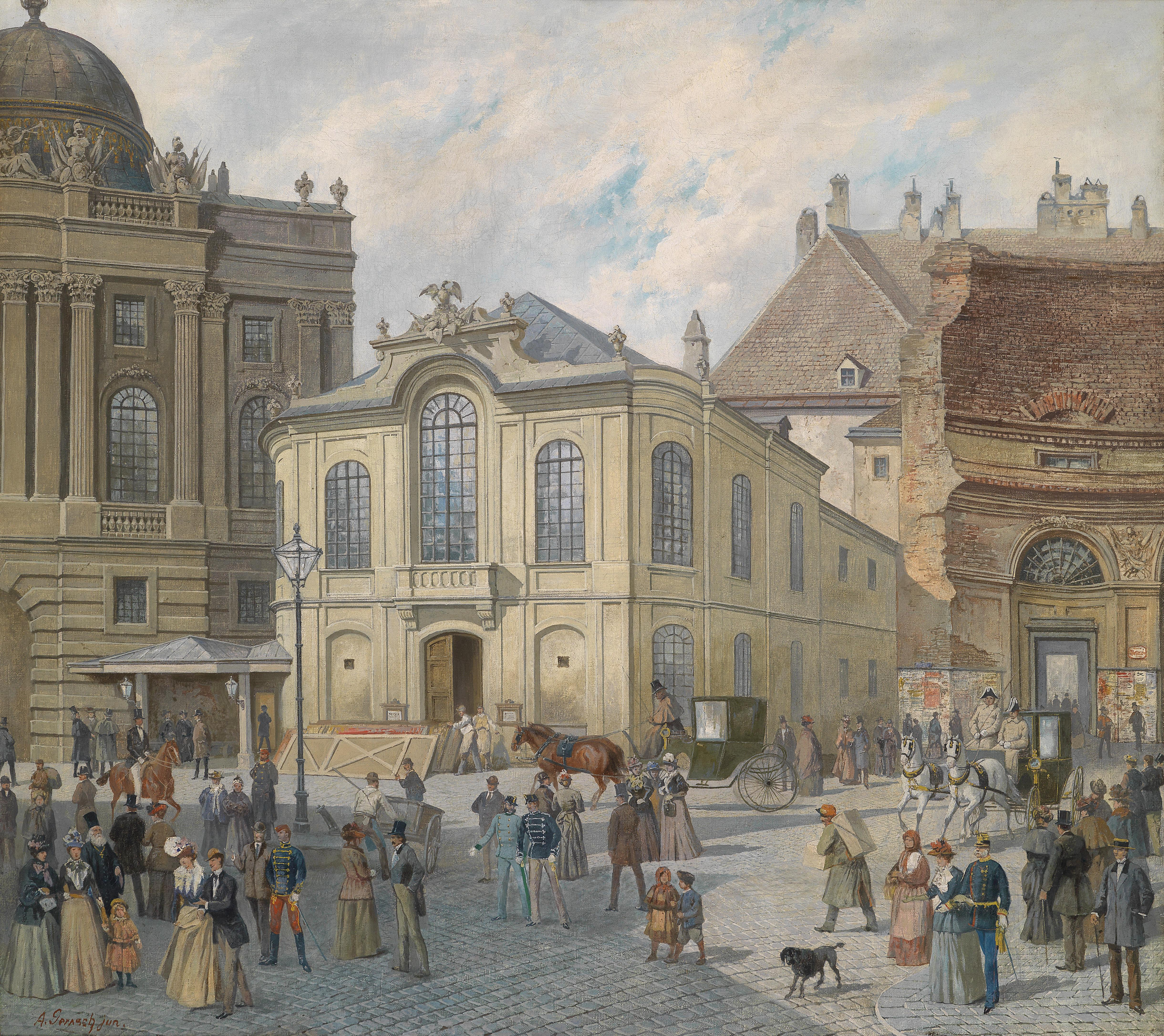
협주곡 24번은 오스트리아 빈의 부르크 극장(사진)에서 처음으로 연주되었다.

모차르트는 해당 협주곡을 빈에서 맞는 네 번째 해인 1785년의 겨울에 작곡하기 시작했다. 그는 세 개의 협주곡을 연이어 작곡했는데, 피아노 협주곡 24번은 피아노 협주곡 22번, 23번에 이어 세 번째로 완성되었다. 모차르트는 24번의 작곡을 오페라 피가로의 결혼의 시연회 직전에 마쳤다. 쾨헬 번호에서, 피아노 협주곡 24번은 K.491에, 피가로의 결혼은 바로 뒤의 번호인 K.492에 등록되어 있다.
두 작품은 같은 시기에 쓰여졌으나, 대조적인 특징을 가지고 있다. 오페라 ‘피가로의 결혼’은 대부분 장조로 구성되어 있는 반면, 협주곡 24번은 모차르트가 작곡한 곡 중 많지 않은 단조곡이다.
피아니스트이자 음악학자 로버트 레빈은, 앞서 작곡된 두 개의 협주곡과 함께 24번 협주곡이 모차르트가 희극 오페라를 작곡하는 동안, 모차르트의 창의성의 어두운 면을 표출하는 배출구의 역할을 했을 수도 있다고 보았다. 협주곡은 빈의 부르크 극장에서 1786년 4월 3일 혹은 7일에 시연되었다. 모차르트는 솔로이스트로서 건반을 연주하고, 동시에 건반석에서 관현악단을 지휘했다.
1800년에, 모차르트의 부인이었던 콘스탄체는 모차르트의 사후, 출판업자인 오펜바흐의 요한 안톤 안드레에게 원본 악보를 팔았다. 이후 해당 악보는 19세기를 지나며 많은 사람들의 손을 거친 후 마지막으로 스코틀랜드의 자선 사업가인 조지 도널드슨 경이 해당 악보를 구매하였고, 1894년에 영국왕립음악대학에 기증하였다. 영국왕립음악대학은 해당 악보를 여전히 보관하고 있다.
악보의 원본에는 빠르기에 대한 표시가 없다. 대신, 모차르트가 그의 카탈로그에 올린 글에 곡의 빠르기말이 기록되어 있다. 원본 악보를 보면, 관현악 파트는 완전히 작곡되어 있는 반면 솔로 파트는 음계의 구절만 기록되거나 화음의 바깥 부분만 작성되는 등 미완성된 부분이 존재한다. 이는 모차르트가 솔로 파트의 대부분을 즉흥적으로 연주했다는 것을 나타낸다.
24번 협주곡에는 1악장의 관현악 두 번째 주제 등, 악보 완성 후 나중에 추가된 부분도 있다. 또한, 악보에는 가끔씩 표기 상의 오류가 발견되는데, 음악학자 프리드리히 블룸은 이를 보고 ‘(작품이) 분명히 내적인 부담감 아래에서 매우 급하게 작곡되었을 것’이라고 결론지었다.

## 음악

### 개관
24번 협주곡은 세 개의 악장으로 구성된다.
- 1악장 : 알레그로, 다단조, 4분의 3박자
- 2악장 : 라르게토, 내림마장조, 2분의 2박자
- 3악장 : 알레그레토, 다단조, 2분의 2박자, 단, 변주곡 8번과 코다는 8분의 6박자

협주곡은 현악기와 팀파니, 하나의 플루트, 두 개의 오보에, 클라리넷, 바순, 호른, 트럼펫을 포함한다. 모차르트가 작곡한 협주곡 중 가장 많은 종류의 악기가 연주된다.
모차르트가 작곡한 피아노 협주곡 중 오보에와 클라리넷을 모두 포함하고 있는 곡은 두 개뿐인데, 그 중 하나가 24번 피아노 협주곡이고, 나머지 한 곡은 두 개의 피아노를 위한 협주곡이다. 두 개의 피아노를 위한 협주곡의 경우 개정된 악보에서만 클라리넷이 등장한다. 당시, 클라리넷은 관현악단에 관습적으로 포함되는 악기가 아니었다.
로버트 D. 레빈은 “낭랑한 오보에와 클라리넷의 풍부한 소리는 이 협주곡의 중추적 특성이다. 세 개의 모든 악장에서, 목관악기는 현악기를 완전히 가장자리로 밀어내고 있다.”라고 평했다.
협주곡의 솔로 악기는 ‘쳄발로’로 기록되어 있다. ‘쳄발로’는 하프시코드를 의미하기도 하지만, 이 협주곡에서는 건반을 나타내는 일반적인 용어로 사용되었다. 당시의 건반 중에서는 현대 피아노의 18세기 모습인 포르테피아노도 포함되어 있는데, 포르테피아노는 하프시코드보다 더욱 역동적으로 연주할 수 있었다.

### 1악장
해당 협주곡의 첫 악장은 모차르트가 작곡한 협주곡 중에서 가장 복잡하고, 그 길이도 길다. 4분의 3박자로 작곡되었는데, 모차르트가 작곡한 27개의 협주곡 중 4번, 11번, 14번, 그리고 24번만이 세도막 리듬으로 시작된다.
첫 번째 악장은 고전주의 시기의 소나타 형식 협주곡의 기본적인 양식을 따른다. 1악장은 관현악 제시부와 함께 시작되고, 건반 제시부가 뒤를 잇는다. 이후 전개부, 재현부, 카덴차가 이어지며, 코다와 함께 종료된다. 이러한 관습적인 양식속에서, 모차르트는 구조에 있어서 광범위하게 혁신을 펼친다.

#### 제시부
99마디 동안 지속되는 관현악 전개부는 두 개의 주제를 포함하는데, 하나는 제1주제, 두 번째는 제2주제이다. 두 주제는 모두 다단조로 작곡되었다. 관현악부는 주요 주제를 함께 시작하나, 아주 강렬하게 시작하지는 않는다. 피아노가 등장하면 협주곡이 극으로 치닫게 된다. 주제의 조성은 모호한데, 13번 마디에서의 마지막 카덴스까지 원래의 조성인 다단조를 고수하지 않는다. 또한, 이의 13개의 마디에서는 반음계의 12개의 음을 모두 사용하고 있는 것이 특징이다.
건반 제시부는 관현악 제시부 이후에 연주된다. 특이한 점은 피아노 파트가 주요 주제로 시작하지 않으며, 주제 앞에 18마디 가량의 독주 악절이 제시된다는 점이다. 이후 관현악부에 의해 연주되는 주요 주제가 나타나며, 일곱 번째 마디부터 피아노가 연주된다. 당시의 관습과 또 다른 점은 독주 전개부가 관현악 전개부의 2차 주제부를 차용하고 있지 않다는 점이다. 그 대신, 새로운 2차 주제부가 연속적으로 제시된다. 음악학자인 도날드 토비는 이 새로운 형식의 도입이 "관현악 제시부가 독주 부분의 선율을 미리 예고하는 기능을 해야만 한다는 당시의 신조를 완전히 전복시키는 것"이었다고 말했다.
One hundred measures into the solo exposition, which is now in the relative major of E♭, the piano plays a cadential trill, leading the orchestra from the dominant seventh to the tonic. This suggests to the listener that the solo exposition has reached an end, but Mozart instead gives the woodwinds a new theme. The exposition continues for another 60 or so measures, before another cadential trill brings about the real conclusion, prompting a ritornello that connects the exposition with the development. The pianist and musicologist Charles Rosen argues that Mozart thus created a "double exposition". Rosen also suggests that this explains why Mozart made substantial elongations to the orchestral exposition during the composition process; he needed a longer orchestral exposition to balance its "double" solo counterpart.

#### 발달부
The development begins with the piano repeating its entry to the solo exposition, this time in the relative major of E♭. The Concerto No. 20 is the only other of Mozart's concertos in which the solo exposition and the development commence with the same material. In the Concerto No. 24, the material unfolds in the development in a manner different from the solo exposition: the opening solo motif, with its half cadence, is repeated four times, with one intervention from the woodwinds, as if asking question after question. The final question is asked in C minor and is answered by a descending scale from the piano that leads to an orchestral statement, in F minor, of the movement's principal theme.
The orchestral theme is then developed: the motif of the theme's fourth and fifth measures descends through the circle of fifths, accompanied by an elaborate piano figuration. After this, the development proceeds to a stormy exchange between the piano and the orchestra, which the twentieth-century Mozart scholar Cuthbert Girdlestone describes as "one of the few [occasions] in Mozart where passion seems really unchained", and which Tovey describes as a passage of "fine, severe massiveness". The exchange resolves to a passage in which the piano plays a treble line of sixteenth notes, over which the winds add echoes of the main theme. This transitional passage ultimately modulates to the home key of C minor, bringing about the start of the recapitulation with the conventional re-statement, by the orchestra, of the movement's principal theme.

#### 재현부, 카덴차와 코다
The wide range of thematic material presented in the orchestral and solo expositions poses a challenge for the recapitulation. Mozart manages to recapitulate all of the themes in the home key of C minor. The themes are necessarily compressed, are presented in a different order, and in their restated form, contain few virtuosic moments for the soloist. The last theme to be recapitulated is the secondary theme of the orchestral exposition, which has not been heard for some 400 measures and is now adorned by a passage of triplets from the piano. The recapitulation concludes with the piano playing arpeggiated sixteenths before a cadential trill leads into a ritornello. The ritornello in turn leads into a fermata that prompts the soloist's cadenza.
Mozart did not write down a cadenza for the movement, or at least there is no evidence of him having done so. Many later composers and performers, including Johannes Brahms, Ferruccio Busoni, Alfred Schnittke and Gabriel Fauré, have composed their own. Uniquely among Mozart's concertos, the score does not direct the soloist to end the cadenza with a cadential trill. The omission of the customary trill is likely to have been deliberate, with Mozart choosing to have the cadenza connect directly to the coda without one.
The conventional Mozartian coda concludes with an orchestral tutti and no written-out part for the soloist. In this movement, Mozart breaks with convention: the soloist interrupts the tutti with a virtuosic passage of sixteenth notes and accompanies the orchestra through to the final pianissimo C-minor chords.

### 2악장
Alfred Einstein said of the concerto's second movement that it "moves in regions of the purest and most moving tranquility, and has a transcendent simplicity of expression". Marked Larghetto, the movement is in E♭ major and cut common time. The trumpets and timpani play no part; they return for the third movement.
The movement opens with the soloist playing the four-measure principal theme alone; it is then repeated by the orchestra.
This theme is, in the words of Michael Steinberg, one of "extreme simplicity". Donald Tovey refers to the fourth bar, extremely bare and lacking any ornamentation, as "naive", but considers that Mozart intended for it to be so. Mozart's first sketch of the movement was much more complex. He likely simplified the theme to provide a greater contrast with the dark intensity of the first movement. After the orchestra repeats the principal theme, there is a very simple bridge or transitional passage that Girdlestone calls "but a sketch" to be ornamented by the soloist, arguing that "to play it as printed is to betray the memory of Mozart".
Following the bridge passage, the soloist plays the initial four-measure theme for a second time, before the orchestra commences a new section of the movement, in C minor. A brief return of the principal theme, its rhythm altered, separates the C minor section from a section in A♭ major. After this new section, the principal theme returns to mark the end of the movement, its rhythm altered yet again. Now, the theme is played twice by the soloist, the two appearances being connected by the same simple bridge passage from the beginning of the movement. Girdlestone argues that here "the soloist will have to draw on his imagination to adorn [the simple bridge passage] a second time". The overall structure of the movement is thus ABACA, making the movement in rondo form.
In the middle statement of the principal theme (between the C minor and A♭ major sections), there is a notational error which, in a literal performance of the score, causes a harmonic clash between the piano and the winds. Mozart probably wrote the piano and wind parts at different times, resulting in an oversight by the composer. Alfred Brendel, who has recorded the concerto on multiple occasions, argues that performers should not follow the score literally but correct Mozart's error. Brendel further argues that the time signature for the whole movement is another notational error: played in cut common time, which calls for two beats per bar rather than four, the movement is, in his view, too fast.
The form of the movement is nearly identical to that of the second movement of Mozart's Piano Sonata in B♭ major, K. 570.

### 3악장
The third movement features a theme in C minor followed by eight variations upon it. Hutchings considered it "both Mozart's finest essay in variation form and also his best concerto finale."
The tempo marking for the movement is Allegretto. Rosen opines that this calls for a march-like speed and argues that the movement is "generally taken too fast under the delusion that a quick tempo will give it a power commensurate with that of the opening movement." Pianist Angela Hewitt sees in the movement not a march but a "sinister dance".
The movement opens with the first violins stating the theme over a string and wind accompaniment. This theme consists of two eight-measure phrases, each repeated: the first phrase modulates from C minor to the dominant, G minor; the second phrase modulates back to C minor. The soloist does not play any part in the statement of the theme, entering only in Variation I. Here, the piano ornaments the theme over an austere string accompaniment.
Variations II to VI are what Girdlestone and Hutchings independently describe as "double" variations. Within each variation, each of the eight-measure phrases from the theme is further varied upon its repeat (AXAYBXBY). Variations IV and VI are in major keys. Tovey refers to the former (in A♭) as "cheerful" and the latter (in C) as "graceful". Between the two major-key variations, Variation V returns to C minor; Girdlestone describes this variation as "one of the most moving". Variation VII is half the length of the preceding variations, as it omits the repeat of each eight-measure phrase. This variation concludes with an extra three-measure passage that culminates in a dominant chord, announcing the arrival of a cadenza.
After the cadenza, the soloist opens the eighth and final variation alone, with the orchestra joining after 19 measures. The arrival of the final variation also brings a change in metre: from cut common time to compound duple time. Both the final variation and the coda which follows contain numerous neapolitan-sixth chords. Girdlestone referred to the "haunting" effect of these chords and stated that the coda ultimately "proclaims with desperation the triumph of the minor mode".

## 평가
루트비히 판 베토벤은 협주곡을 극찬했다. 소문에 의하면, 베토벤은 이 작품을 리허설에서 들은 후 그의 동료에게 “우리는 저런 작품을 작곡할 수 없을 것이다.”라고 언급했다고 전해진다. 음악학자 알프레트 아인슈타인은, 베토벤의 피아노 협주곡 3번이 다단조로 작곡된 것으로 볼 때, 해당 협주곡으로부터 영향을 받았을 수도 있다고 보았다. 요하네스 브람스 역시 협주곡을 높이 평가했다. 그는 클라라 슈만에게 연주를 추천했으며, 1악장의 카덴차를 직접 작곡하기도 했다. 브람스는 작품을 ‘기발한 아이디어로 가득 차 있는 명작’이라고 평가했다.
20세기와 현대의 학자들에게도 좋은 평가를 받았다. 커트버트 거들스톤은 해당 협주곡이 모든 면에서 모차르트의 가장 위대한 작품 중 하나라고 언급했다. 그는 “그의 위대한 작품 네 개에서 다섯 개 중 하나만 선택하는 것이 불가능하는 것이 아니라면, (해당 협주곡이) 가장 위대한 작품이라고 말할 수 있다.”라고 언급했다. 알프레트 아인슈타인은 협주곡의 ‘어둡고, 비극적이면서 열정적인’ 성격을 언급하며, “모차르트가 작품을 처음으로 시연했을 때, 빈의 대중들의 얼굴 표정이 어땠을지를 상상하기 힘들다.”라고 말했다. 음악학자 사이먼 P. 키프는, 모차르트의 모든 피아노 협주곡을 주석으로 하면서, 해당 협주곡이 그의 모든 피아노 협주곡이 축적된 절정의 작품이며, 그의 전작과 견고하게 연결되어 있지만 동시에 이를 확실하게 초월하는 작품이라고 언급했다. 모차르트 학자인 알렉산더 하이야트 킹은 그의 평전에서, 해당 협주곡은 ‘그의 협주곡 중에서 가장 탁월할 뿐만 아니라 이제까지 작곡된 피아노포르테 협주곡 중 가장 훌륭한 작품’이라고 평했다. 아서 허칭스는, “우리가 모차르트 협주곡의 단일한 악장에 어떠한 가치를 부여하든 간에, 이 K. 491보다 더 위대한 작품을 찾을 수 없을 것이다. 왜냐하면 이 협주곡만큼 각각의 부분이 확실하게 '하나의 거대한 전체'를 이루고 있는 협주곡은 없기 때문이다.”라고 말하며, 작품에 좋은 평가를 내렸다.